# 中国人民解放军陆军远程火箭炮兵第一旅
中国人民解放军陆军远程火箭炮兵第一旅，是中国人民解放军东部战区陆军直属的炮兵旅，驻地江苏省无锡市。

## 历史概述
该旅前身为炮兵第二〇一团。1950年11月，第一四三师奉命由步兵师改编为炮兵师，番号改为炮兵第二十一师，为火箭炮兵师，下属三个步兵团扩编为为火箭炮兵第201团、火箭炮兵第202团、火箭炮兵第203团、火箭炮兵第207团、火箭炮兵第208团。全部装备苏制BM-13 多管火箭炮。1952年11月入朝作战，1953年该部回国，炮兵第二十一师被撤销，二〇九团转隶炮兵第九师，仍然以火箭炮为主要装备。1985年参与南京军区对越轮战。
2013年，炮兵第九师被拆分，炮兵第二〇一团被拆分出来成立远程火箭炮兵第二〇一旅。军改后番号重排，改为远程火箭炮兵第一旅，转隶中国人民解放军东部战区陆军直属。

## 沿革
| 部隊番號               | 使用時期             |
| ---------------------- | -------------------- |
| 炮兵第二〇一团         | 1951年3月-2013年10月 |
| 远程火箭炮兵第二〇一旅 | 2013年10月-2017年2月 |
| 远程火箭炮兵第一旅     | 2017年2月至今        |